# Белая Криница (Брянская область)
Белая Криница — поселок в Клинцовском районе Брянской области в составе Смолевичского сельского поселения.

## География
Находится в западной части Брянской области на расстоянии приблизительно 7 км на север-северо-восток по прямой от районного центра города Клинцы.

## История
Упоминался с 1930-х годов.

## Население
Численность населения: 11 человек (2002), 5 (2010), 0 (2013).
Будет упразднен как фактически не существующий в связи с переселением всех жителей на постоянное место жительства в другие населённые пункты